# Državna cesta D411
D411 je državna cesta u Hrvatskoj. Ukupna duljina iznosi 1,5 km.